# День Військово-Морського Флоту Російської Федерації
День Військово-Морського Флоту — пам'ятний день Військово-Морського Флоту Російської Федерації . Відзначається щорічно в останню неділю липня . Встановлено Указом Президента Російської Федерації від 31 травня 2006 року № 549 «Про встановлення професійних свят та пам'ятних днів у Збройних силах Російської Федерації».
У День ВМФ Росії своє професійне свято відзначають усі ті, хто стоїть на сторожі морських рубежів Росії, все ті, хто пов'язує роки життя і служби із забезпеченням боєготовності кораблів і частин ВМФ, члени сімей військовослужбовців, робітники і службовці флотських установ і підприємств, ветерани Великої Вітчизняної війни та Збройних Сил.

## Історія встановлення Дня Військово-Морського Флоту
У Радянському Союзі День Військово-Морського Флоту був встановлений Постановою Ради Народних Комісарів СРСР і ЦК ВКПб від 22 червня 1939 року, згідно з яким свято мало відзначатися щорічно 24 липня. В ухвалі йшлося: «З метою мобілізації широких мас трудящих навколо питань будівництва Робітничо-Селянського Військово-Морського Флоту Союзу РСР і стоять перед ним завдань встановити День Військово-Морського Флоту Союзу РСР».
На останню неділю липня ця святкова дата була перенесена Указом Президії Верховної Ради СРСР від 1 жовтня 1980 року № 3018-Х «Про святкові і пам'ятні дні». Потім ця дата була підтверджена Указом Президії Верховної Ради СРСР від 1 листопада 1988 року № 9724-XI «Про внесення змін до законодавства СРСР про святкові і пам'ятні дні», а також наступними законодавчими актами.
Указом Президента Росії Володимира Путіна від 31 травня 2006 року № 549 «Про встановлення професійних свят та пам'ятних днів у Збройних силах Російської Федерації» День Військово-Морського Флоту Російської Федерації встановлено, як пам'ятний день у Збройних силах Російської Федерації . Відзначається щорічно, в останню неділю липня.

## Про відзначення Дня ВМФ Росії

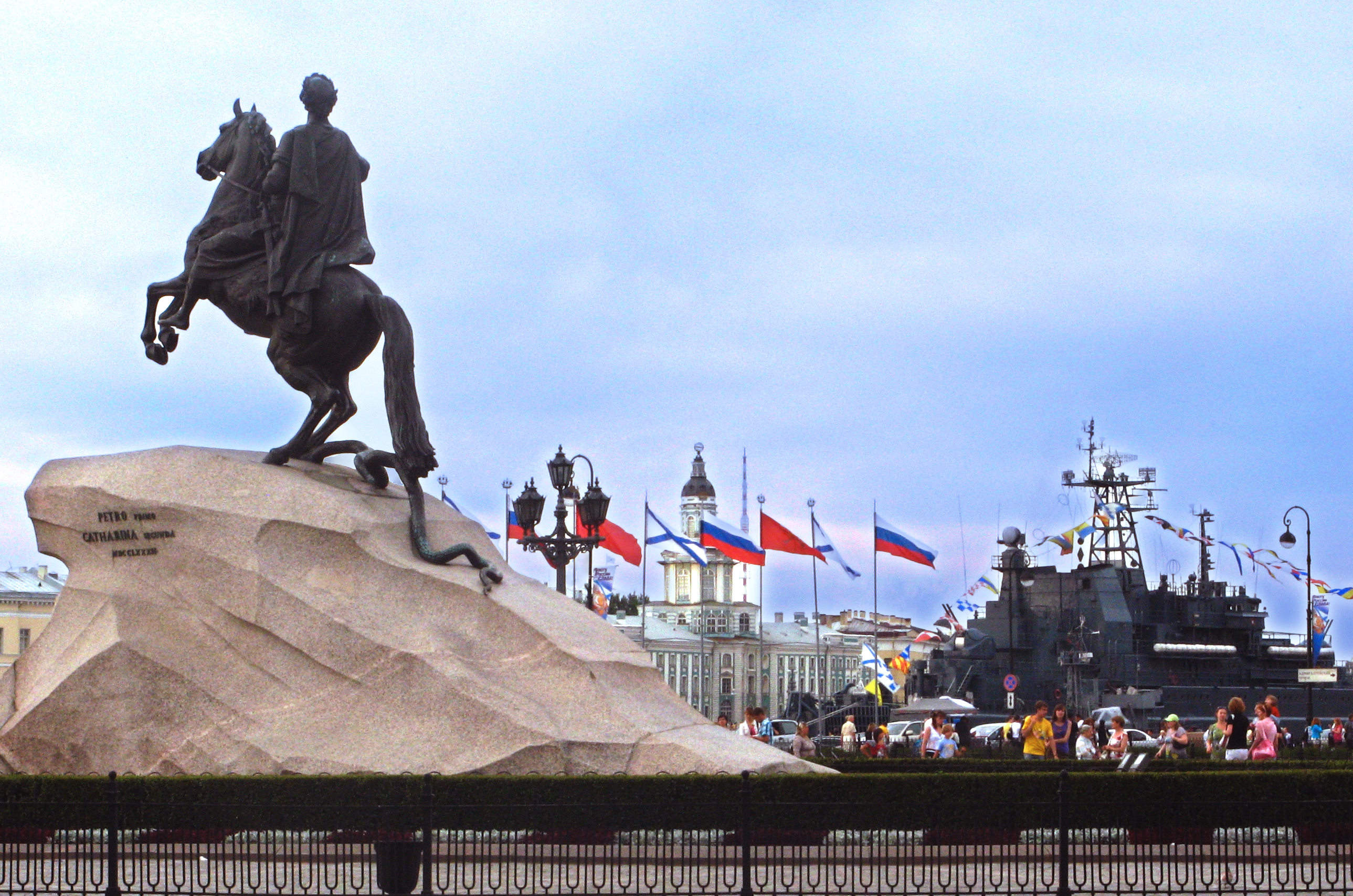
День ВМФ в Санкт-Петербурзі

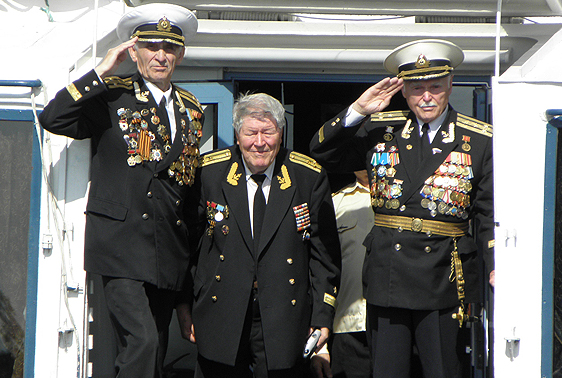
Ветерани війни на святкуванні Дня ВМФ Росії

Починається щорічне святкування Дня ВМФ Росії традиційно з урочистого шикування особового складу флотських частин і ритуалу підйому на кораблях Андріївського прапора і прапорів розцвічування (сигнальних прапорів). В цей день проходять військові паради і військово-спортивні змагання на територіях базування Тихоокеанського, Північного, Балтійського і Чорноморського флотів, а також Каспійської флотилії. На деяких бойових кораблях для цивільного населення проводиться «день відкритих дверей». Керівництво країни і вищі чини ВМФ РФ вітають своїх підлеглих з цим професійним святом, а найбільше відзначилися військовослужбовці нагороджуються державними нагородами, позачерговими військовими званнями, пам'ятними подарунками, урядовими грамотами та подяками командування російського флоту. Завершуються святкові заходи, як правило, святковими концертами і салютом.
З 2017 року, указом Президента Росії від 27 липня 2017 року, відновлена традиція проведення в цей день Головного військово-морського параду в Санкт-Петербурзі. У параді беруть участь моряки Балтійського, Чорноморського, Північного, Тихоокеанського флотів і Каспійської флотилії.

## Цікаві факти
Оскільки на даний момент свято відзначається щорічно в останню неділю липня, то дати святкування з року в рік можуть коливатися з 25 по 31 липня — в залежності від збігу в певному році дат даного періоду на останню неділю липня.
Тільки в цей день і тільки на Чорноморському флоті моряки повинні були надягати білі штани до парадній формі одягу.
Свято введено за пропозицією наркома того часу ВМФ СРСР Миколи Герасимовича Кузнєцова — надалі Адмірала Флоту Радянського Союзу (джерело — мемуари самого адмірала). Таким чином, в 2019 році святу виповнилося 80 років.
2024 року заступник міністра закордонних справ Росії Сергій Рябков заявив, що дзвонив міністру оборони США Ллойду Остіну з проханням вплинути на Україну, щоб та не проводила військових операцій у День ВМФ Росії 28 липня 2024 року задля уникнення ескалації. Росіяни заявляли, що Україна готувалась провести атаку, коли на параді в Петербурзі виступали Володимир Путін та міністр оборони Андрій Бєлоусов. Інформацію про дзвінок також підтвердило видання New York Times за власними джерелами. Операція не здійснилась, однак, невідомо, чи вона справді планувалась.